# Sanda Ham
Sanda Ham (Osijek, 20. kolovoza 1959.), hrvatska je jezikoslovka.

## Životopis
Sanda Ham rođena je 20. kolovoza 1959. godine u Osijeku. Osnovu školu, gimnaziju i fakultet pohađala je u Osijeku gdje je i diplomirala 1982. godine na Pedagoškom fakultetu, Odsjek za hrvatski jezik i književnost. Magistrirala je i doktorirala iz područja jezikoslovlja (kroatistika) na Filozofskom fakultetu u Zagrebu - 1988. godine magistrirala (Pasivna rečenica u suvremenom hrvatskom književnom jeziku, mentor dr. sc. S. Babić); 1994. godine doktorirala (Jezik Josipa Kozarca, sklonidbeni sustav, mentor dr. sc. S. Babić).
Od 1983. godine zaposlena je kao asistentica na Suvremenom hrvatskom književnom jeziku, Odsjek za hrvatski jezik i književnost na Pedagoškom fakultetu u Osijeku (sada Filozofskomu fakultetu); u znanstveno-nastavno zvanje docentice izabrana je 1997., u znanstveno-nastavno zvanje izvanredne profesorice 2000., a redovita je profesorica postala 2005. godine. U trajno je zvanje izabrana 2009. godine. Na matičnom fakultetu predaje Hrvatsku morfologiju i Hrvatsku sintaksu; na Hrvatskim studijima u Zagrebu devet je godina predavala Jezik hrvatske književnosti u 19. i 20. stoljeća; na Visokoj učiteljskoj školi u Slavonskom Brodu sedam je godina predavala Hrvatski jezik i jezičnu kulturu.
Samostalno je ustrojila i izvodi četiri kolegija: Jezik zagrebačke filološke škole, Jezik hrvatske književnosti u 19. i 20. stoljeća, Hrvatska morfologija, Hrvatska sintaksa. Do sada je pod njezinim mentorstvom napisano pedesetak diplomskih radnja na matičnom fakultetu i tri na Hrvatskim studijima, jedan magisterij i dva doktorata na Filozofskom fakultetu u Osijeku (doktorandice Dubravka Smajić i Nataša Bašić) jedan doktorat na Filozofskom fakultetu u Zagrebu (doktorandica Jadranka Mlikota).
Od 1990. do 2003. godine bila je istraživačica na projektu Hrvatska leksikologija i frazeologija (matični broj: 083291), od 2003. do 2007. godine na projektu Gramatizacija u suvremenom hrvatskom standardnom jeziku, a od 2007. godine na projektu Jezik i stil zavičajne periodike.
Članica je Uredništva časopisa Jezik od 1996. godine, a 15. lipnja 2004. godine izabrana je za glavnu i odgovornu urednicu. Časopis uspješno uređuje i nastavila je slavnu tradiciju čuvara hrvatskog jezika po čemu je poznat Jezik.
Izrazila je neslaganje s Pravopisom koji je objavio Institut za hrvatski jezik i jezikoslovlje, smatrajući da ne postoje stručnjaci koji bi mu dali prolaznu ocjenu i da ga tek politika može učiniti službenim, s obzirom na to da je praćen neistinama tj. ministar i ravnatelj su tvrdili „da nemamo pravopis", da je „u upotrebi pet pravopisa", da je prijeko potreban „jedinstveni pravopis", premda je već godinama postojao pravopis hrvatskog jezika usklađen sa zaključcima Vijeća za normu hrvatskoga standardnog jezika, dok je Institutov "Pravopis" nastao doista pod dvojbenim okolnostima tj. ukinuto je Vijeće za normu koje je donijelo odluke o pravopisnim načelima, dokumentacija Vijeća iz javnosti nestala je. Zapisnici Vijeća na stranicama Instituta za hrvatski jezik i jezikoslovlje bili su dostupni dok ministar znanosti nije raspustio Vijeće i nestali su bez objašnjenja s Institutovih stranica, kao što je bez objašnjenja raspušteno vijeće.
Zatim se sukobila s interesnim skupinama u kojima su hrvatski znanstvenici koji već dugo nisu napisali članak na hrvatskom jeziku, nego samo na stranim jezicima. U tomu su ti znanstvenici već niz godina podupirani od onih koji su još 1991. godine tražili ukidanje svih znanstvenih časopisa na hrvatskom jeziku. Ideal napadačkih interesnih skupina je neka hrvatska znanstvenica koja tvrdi kako hrvatski jezikoslovci ni o čem pojma nemaju, javno na televiziji tvrdi da su srpski i hrvatski jedan jezik. Netko podupire te skupine, da jednog dana ne bi trebalo plaćati na sjednicama u EU-u prevođenje s i na 4 jezika "koji čine jedan nadsustav".
Zbog neslaganja s politikom tih interesnih skupina od koje bi neke trebale voditi borbu za hrvatski jezik, uslijedili su pritisci na Sandu Ham. Provaljeno joj je u sandučić elektronske pošte na poslu i sadržaj predan tisku, a vrhovna osoba na poslu zbog takva ponašanja moralno osuđena zbog takva ponašanja. Pritisci na Sandu Ham poprimili su takve razmjere da su interesne skupine zatražile njezinu smjenu. Predsjedništvo Hrvatskoga filološkog društva odbilo je taj neopravdani zahtjev za njezinom smjenom. U međuvremenu je izabrano novo Predsjedništvo Hrvatskoga filološkog društva. Uskoro je ravnatelj jednog jezikoslovnog tijela, koje je objavilo konkurentski pravopis, zatražio njezinu smjenu.
Članica je uredništva časopisa Strani jezici, bila je urednica Jezične knjižnice MH. Bila je dvije godine članica uredništva časopisa Jezikoslovlje.
Bila je šest godina voditeljica Odjela za hrvatski jezik u MH i pokretačica i voditeljica jezične savjetodavne službe Jezični telefon koji je bio u okviru rada Odjela.
Ocjenjivačica je 4 nastavna programa i 4 znanstvena projekata (podatci su dostupni u Ministarstvu znanosti, obrazovanja i športa i ne mogu se ovdje iznositi da se ne bi povrijedila obveza tajnosti); brojnih udžbenika iz hrvatskoga jezika za sve razrede osnovne i srednje škole; Težak – Babićeve gramatike. Sudionicom je tridesetak domaćih i međunarodnih znanstvenih skupova. Objavljuje u hrvatskim i inozemnim znanstvenim zbornicima i u sljedećim časopisima: Jezik (Zagreb), Filologija (Zagreb), Književna revija (Osijek), Jezikoslovlje (Osijek), Fluminensija (Rijeka), Dometi (Rijeka), Riječ (Budimpešta). Središnje joj je znanstveno zanimanje usmjereno sintaksi suvremenoga hrvatskoga književnoga jezika, normativnim pitanjima suvremenoga književnoga jezika, ali i hrvatskomu književnomu jeziku u 19. stoljeća, pa su joj i važniji radovi iz navedenih područja: magisterij ni doktorat nije objavila, a ni radovi, uključujući i knjige, nisu joj ekvivalenti ni magisteriju ni doktoratu.
Recenzentica je časopisa Hrvatistika koji su ožujka 2006. godine pokrenuli studenti hrvatistike (hrvatskoga jezika i književnosti) na Filozofskom fakultetu. Za časopis su surađivali i studenti medicine, ekonomije, matematike i informatike, a radove su recenzirali poznati i priznati hrvatski jezikoslovci: akademik Stjepan Babić, prof. dr. sc. Ljiljana Kolenić, prof. dr. sc. Ana Pintarić, izv. prof. dr. sc. Vlasta Rišner te dr. sc. Milica Mihaljević.
Drugi program Hrvatskog radija je 2012. godine, uz medijsko partnerstvo priloga Studio, prvi put u Hrvatskoj organizirao projekt Junaci za sva vremena, putem kojeg je publika izabrala svoje junake. Junaci za sva vremena su predstavnici pojedinačnih zanimanja koji su prepoznati i cijenjeni u svojoj djelatnosti i svojoj okolini. Junak za sva vremena je prije svega dobar čovjek. Od ukupno 64 proglašenih junaka za sva vremena čak 22 ih je iz Osijeka i okolice, među njima i Sanda Ham.
U informaciji stoji: "Naizgled suhoparno područje jezikoslovlje itekeko može biti zanimljivo i "živo" zahvaljujući hrabrim, inventivnim i vrijednim potezima osobe koja živi za svoj poziv, a ujedno ima "sluha" i za trenutak i područje u kojem živimo. Tako, zahvaljujući njoj imamo izbor u primjenjivanju pravopisnih odredbi (Moguš-Ham-Babić), zatim (tada pri Matici HR: Prvi "jezični telefon" (nažalost nije opstao), pa (uz prof.Stjepana Babića) "Natječaj za novu hrvatsku riječ", a o brojnim predavanjima, napisima (od popularizacije sveopće jezične kulture do znanstvenih radova na najvišim razinama struke !), pa preko uredništva (Časopis "Jezik"), te o popularnom načinu obrazovanja mladih mogli bismo beskrajno "raspredati". "

## Predsjedništva
- Voditeljica Odsjeka za hrvatski jezik i književnost na Pedagoškom fakultetu u Osijeku (1995. – 1997.)
- Voditeljica Katedre za hrvatski jezik na Pedagoškom fakultetu u Osijeku (1999. – 2001.)
- Voditeljica odjela za hrvatski jezik u MH Osijek (2004. – 2010.)
- Predsjednica Kulturnoga vijeća Grada Osijeka (2006. – 2009.)
- Predsjednica Državnoga povjerenstva na XI. državnom natjecanju u poznavanju hrvatskoga jezika  (2006. – 2007.)
- Voditeljica Katedre za suvremeni hrvatski jezik na Filozofskom fakultetu u Osijeku (2007. – )

## Članstva
- Članica Vijeća za normu hrvatskoga književnoga jezika pri Ministarstvu znanosti (1998. – 2000.)
- Članica Državnoga povjerenstva na IX. državnom natjecanju u poznavanju hrvatskoga jezika (2003. – 2004.)
- Članica Odbora za knjigu i izdavaštvo Grada Osijeka (2006. – 2009.)
- Članica Stručne radne skupine za izradbu nacionalnih ispita u Nacionalnom centru za vanjsko vrjednovanje nastave (2007. – 2008.)
- Članica predsjedništva HFD-a (2005. – )

### Knjige
- Jezik zagrebačke filološke škole, Matica hrvatska, Osijek, 1998., ISBN 953-6137-34-8
- Školska gramatika hrvatskoga jezika, Školska knjiga, Zagreb, 2002., 2007., 2009. ISBN 978-953-0-10584-3, 2017.
- Hrvatski školski pravopis (suautori: Stjepan Babić i Milan Moguš), Školska knjiga, Zagreb, 2005. ISBN 953-0-40026-8, 2008. (usklađen sa zaključcima Vijeća za normu hrvatskoga standardnog jezika) ISBN 978-953-0-40026-9, 2009.
- Povijest hrvatskih gramatika, Globus, Zagreb, 2006., ISBN 953-167-185-0
- Hrvatski jezični savjeti (suautori: Jadranka Mlikota, Borko Baraban i Alen Orlić), Školska knjiga, Zagreb, 2014., ISBN 978-953-0-40042-9